# 마쓰무라 세레
마쓰무라 세레(일본어: 松村 晟怜, 2003년 12월 3일~)는 일본의 축구 선수이다.

## 구단 경력
그는 2022년 J1리그의 쇼난 벨마레에 입단했다.